# 俞学文
俞学文（1969年—），浙江武义人，汉族，中华人民共和国政治人物、全国人民代表大会浙江地区代表。
毕业于北京东方大学工商管理专业。担任浙江更香有机茶业开发有限公司董事长。2008年起担任全国人大代表。2013年，被选为全国人大代表。2018年2月24日，当选为第十三届全国人大代表。